# Copa Fraternidad 1984
La Copa Fraternidad 1984 fue la decimocuarta edición de la Copa Fraternidad Centroamericana, torneo de fútbol a nivel de clubes de Centroamérica avalado por la Concacaf y que contó con la participación de ocho equipos de la región, un club menos que en la edición anterior. Fue la última edición del torneo y en esta no hubo campeón, ya que no pudo realizarse la triangular final.

## Primera ronda

### Grupo A
| Equipo 1       | Resultado | Equipo 2       |
| -------------- | --------- | -------------- |
| Once Lobos     | 1-1       | Comunicaciones |
| Independiente  | 1-0       | Once Lobos     |
| Comunicaciones | 3-4       | Independiente  |

| Club           | PTS | PJ | PG | PE | PP | GF | GC | +/- |
| -------------- | --- | -- | -- | -- | -- | -- | -- | --- |
| Independiente  | 3   | 2  | 1  | 1  | 0  | 5  | 4  | +1  |
| Once Lobos     | 2   | 2  | 0  | 2  | 0  | 2  | 2  | 0   |
| Comunicaciones | 1   | 2  | 0  | 1  | 1  | 4  | 5  | -1  |

### Grupo B
| Equipo 1              | Resultado | Equipo 2              |
| --------------------- | --------- | --------------------- |
| Suchitepéquez         | 2-0       | Finanzas Industriales |
| Finanzas Industriales | 1-2       | FAS                   |
| FAS                   | 2-2       | Suchitepéquez         |

| Club                  | PTS | PJ | PG | PE | PP | GF | GC | +/- |
| --------------------- | --- | -- | -- | -- | -- | -- | -- | --- |
| Suchitepéquez         | 3   | 2  | 1  | 1  | 0  | 4  | 2  | +2  |
| FAS                   | 3   | 2  | 1  | 1  | 0  | 4  | 3  | -1  |
| Finanzas Industriales | 0   | 2  | 0  | 0  | 2  | 1  | 4  | -3  |

### Grupo C
| Equipo 1  | Agr. | Equipo 2  | Ida | Vuelta |
| --------- | ---- | --------- | --- | ------ |
| CD Águila | 0-3  | Aurora FC | 0-1 | 0-2    |

## Triangular final
La iban a jugar Independiente, Suchitepéquez y Aurora, pero el torneo no pudo finalizar.